# Business Class
Business Class è un singolo del rapper italiano Marracash, pubblicato il 22 giugno 2018 come primo estratto dalla riedizione del primo album in studio Marracash.

## Descrizione
Prodotta da TY1, nel testo Marracash spiega cosa rimane invariato da non essere conosciuti da nessuno ad essere arrivati al successo assoluto. Il singolo ha inoltre visto la partecipazione vocale del rapper Rkomi.

## Tracce
1. Business Class – 3:07

## Classifiche
| Classifica (2018) | Posizione massima |
| ----------------- | ----------------- |
| Italia            | 19                |